# КФ Трепча'89
„Трепча'89“ (на албански: Klubi Futbollistik Trepça'89) е косовски футболен клуб от град Косовска Митровица, частично призната държава Косово. Играе в Супер лига на Косово, най-силната дивизия на Косово.

## История
Клубът е основан през 1945 г. под името „Рудар“ Митровица. Възстановен през 1989 г. Играе домакинските си срещи на „Риза Люща“, с капацитет 12 000 зрители.

## Успехи
Косово:
- Супер лига
  -  Шампион (1):

2016/17
- -  Вицешампион (4):

2001/02, 2004/05, 2011/12, 2012/13
- Първа лига (2 дивизия)
  -  Шампион (1):

2009/10
- Купа на Косово
  -  Носител (1):

2011/12
- Финалист (2):

2007/08, 2014/15